# Bâtiment du mess des officiers
Le bâtiment du mess des officiers  à Belgrade, est situé dans la rue Kralja Milana, no.48 et comme le monument du développement de Belgrade à la fin du XIXe siècle, il a le statut du monument culturel.
Il a été construit en 1895, selon le projet des architectes Jovan Ilkić et Milorad Ruvidić.Il représente un objet déchiqueté dans la base et dans la masse, avec le rez-de-chaussée et un étage. Le motif principal du bâtiment est la façade angulaire, qui se présente comme une tour avec la base circulaire, et qui est pointé au sommet par un dôme pointu au-dessus d'un vestibule d'entrée circulaire. Après le vestibule, il est situé l'escalier pour l'étage, et à l'aile droite il se trouve la grande salle avec la galerie pour le plaisir. Le style dans lequel le bâtiment est construit peut être appelé le romantisme tardif, où il a été appliqué des éléments du début de la Renaissance, avec l'utilisation de bossages sur toutes les surfaces, ainsi que des doubles fenêtres liées avec un arc commun.Cette forme de bifora montre le plus à l'influence du professeur d'Ilkić, Hanzen, ou le style néo-byzantin. La partie de coin est décorée de la manière la plus riche. La pièce principale du mess est une salle pour le plaisir dans l'aile droit. Le bâtiment est restauré après la Deuxième Guerre mondiale, quand il a été changé la solution de la base.
Le mess officiers a été construit à la demande du roi Aleksandar Obrenović, afin d'assurer aux officiers de l'Armée serbe une place où ils peuvent se réunir et avoir de plaisir. Le bâtiment du mess des officiers, dans son objectif d'origine, et grâce à sa position angulaire, de même qu'à l'architecture caractéristique qui associe à la forteresse, est lié à la période du renforcement de l'état serbe après la proclamation du royaume, mais aussi à la tradition du quartier où, au cours du XIXe siècle il se trouvait une série des installations militaires (l'ancienne caserne de Miloš, Manjež, Caserne de VIIe régiment, etc.) Le mess a servi pour la récréation des corps d'officiers, les balles et les expositions.
Le bâtiment a été remis à l'université de Belgrade en 1968. Pendant la reconstruction d'après la guerre du 1969 au 1971, pour les besoins du centre culturel des étudiants, il a été changé l'intérieur, au sens structural, mais aussi sur le plan de la conception. L'ancienne entrée angulaire principale est complètement changée, et il a été ouvert une entrée spacieux avec la hall du côté de la rue Resavska.